# Leffe (birra)
La Leffe è una birra belga. Originariamente prodotta nell'abbazia di Notre Dame de Leffe, nonostante la presenza nell'imballaggio e nelle campagne pubblicitarie di riferimenti al monachesimo, la produzione, a partire dal XX secolo può essere considerata di carattere industriale.
Nella città di Dinant si trova il museo Leffe, ospitato in una cappella del convento di Bethléem, a pochi chilometri dall'abbazia di Notre-Dame de Leffe.

## Storia
L'abbazia Notre Dame de Leffe fu fondata a Leffe, odierno quartiere di Dinant nel 1152 lungo il fiume Mosa nella provincia di Namur nel sud del Belgio. A partire dal 1240 i monaci iniziarono la produzione di birra destinata ai pellegrini ospiti dell'abbazia.
La stessa abbazia conobbe molti periodi difficili, venendo danneggiata sia da circostanze naturali sia dall'uomo durante il passare degli anni. Lo scoppio della Rivoluzione francese ebbe come risultato la distruzione del monastero e della chiesa e la chiusura dell'attività di produzione birraria.
Il monastero venne riaperto nel 1929, con la ricostruzione della chiesa, nei terreni originariamente occupati dal fienile. La produzione riprese a partire dal 1952 ad opera del padre-abate Nys e con la collaborazione di Albert Lootvoet, titolare di un birrificio a Bruxelles. Questo birrificio venne in seguito acquisito dal birrificio Artois diventando parte dei gruppi Interbrew e, in seguito, inBev. Dal 1977, con la chiusura del birrificio Lootvoet, la Leffe venne prodotta nello stabilimento della birra Vieux-Temps a Mont-Saint-Guibert, fino alla sua chiusura, avvenuta nel giugno 1996. Da quella data la produzione venne spostata a Lovanio, nello stabilimento che produceva la Stella Artois.
Nel 2016 l'Ab-InBev è stata citata in giudizio presso la corte federale di Miami con l'accusa che la Leffe, pur richiamando esplicitamente la tradizione monastica belga, non sia effettivamente prodotta da monaci in modo artigianale.

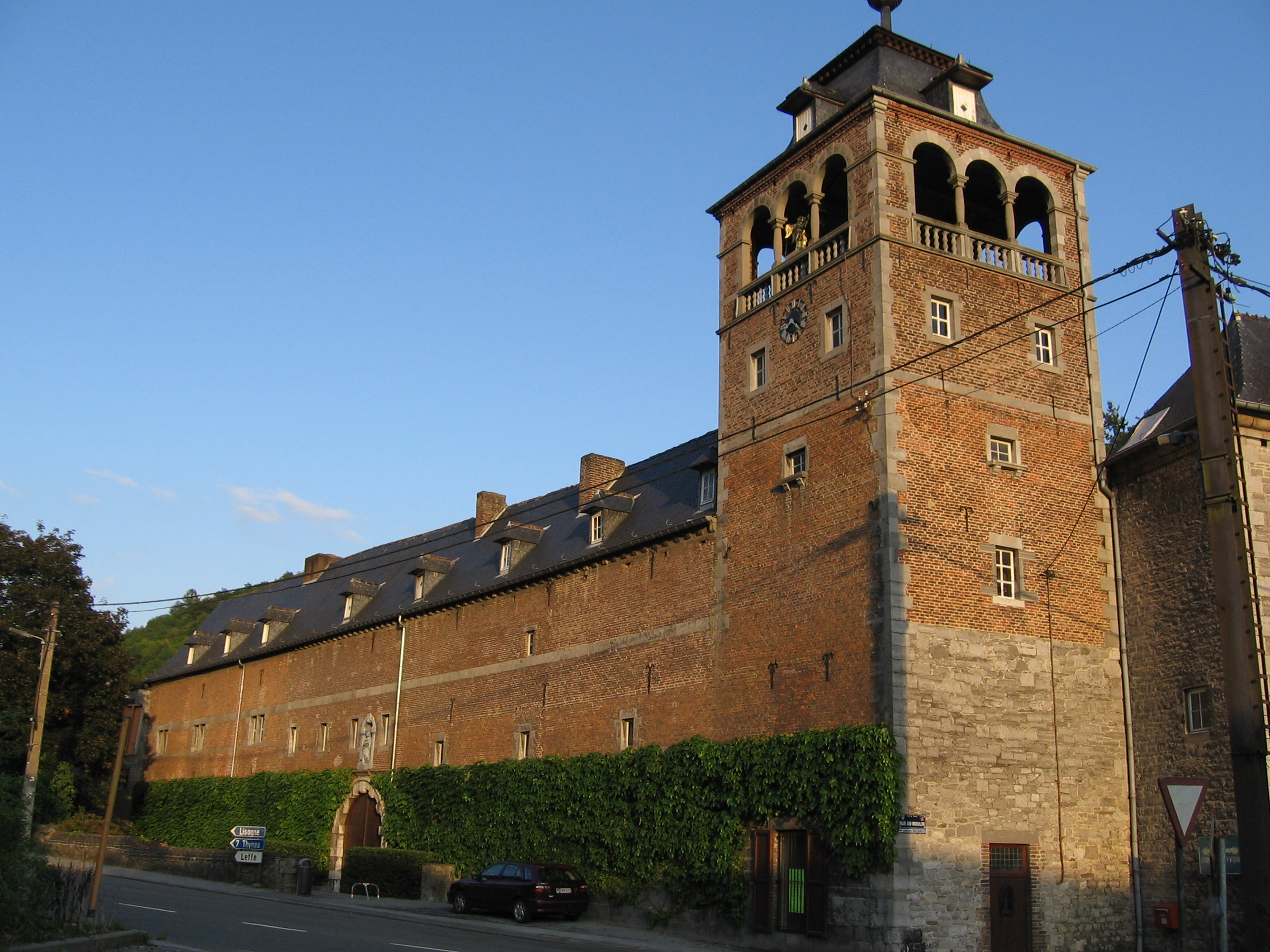
L'Abbazia Notre Dame de Leffe a Leffe di Dinant, dove nacque la birra.

## Varianti
| Denominazione                      | Prodotta dal | Titolo alcolometrico | Colorazione | Degustazione | Note                                                                                  |
| ---------------------------------- | ------------ | -------------------- | ----------- | --- | ------------------------------------------------------------------------------------- |
| Leffe Brune                        | 1952         | 6,5%                 | Scura       | Più ricca e intensa rispetto alla Leffe Blonde, è leggermente meno fruttata, e presenta dei sentori di caffè e cioccolato dovuti al malto tostato          |                                                                                       |
| Leffe Tripel                       | 1954         | 8,5%                 | Bionda      | Rifermentata in bottiglia, più forte, molto corposa, presenta un gusto marcato e sentori di arancia, vaniglia e limone. Notevole speziatura nel retrogusto | L'unica Leffe rifermentata in bottiglia, fino a poco prodotta nel Hoegaarden Brewery  |
| Leffe Vieille Cuvée                | 1956         | 8,2%                 | Ambrata     | Sapore più vellutato rispetto alla Leffe Radieuse |                                                                                       |
| Leffe Blonde                       | 1967         | 6,6%                 | Bionda      | Leggermente speziata, secca e fruttata, con note di vaniglia. Gusto pieno e vellutato                                                                      |                                                                                       |
| Leffe Radieuse                     | 1973         | 8,2%                 | Ambrata     | Accenti di agrumi, fiori di coriandolo e malto tostato |                                                                                       |
| Leffe Rituel 9°                    | 2006         | 9,0%                 | Ramata      | [ 11 ] | Ad alta fermentazione. Leffe a maggior gradazione alcolica                            |
| Leffe Bière de Noël/Kerstbier      | 2008         | 6,6%                 |             | | Birra (prodotta e venduta) stagionale-invernale natalizia a bassa gradazione alcolica |
| Leffe Bière de Printemps/Lentebier | 2011         | 6,6%                 |             | Gusto fresco e beverino | Birra (prodotta e venduta) stagionale-primaverile a bassa gradazione alcolica         |
| Leffe Ruby                         | 2011         | 5,0%                 | Rossa       | Aromatizzata ai frutti rossi | A bassa gradazione alcolica                                                           |
| Leffe Nectar                       | 2012         | 5,5%                 | Bionda      | Aromatizzata al miele |                                                                                       |
| Leffe Royale                       | 2012         | 7,5%                 | Bionda      | | Dal 2015 cambia nome in Leffe Royale "Whitbread Golding"                              |
| Leffe Royale "Whitbread Golding"   | 2015         | 7,5%                 | Bionda      | | Dal 2012 al 2015 aveva il nome di Leffe Royale                                        |
| Leffe Royale "Mapuche"             | 2015         | 7,5%                 | Bionda      | |                                                                                       |
| Leffe Royale "Cascade IPA"         | 2015         | 7,5%                 | Bionda      | |                                                                                       |
| Leffe Royale "Mount Hood"          | 2015         | 7,5%                 | Bionda      | |                                                                                       |
| Leffe des vignes                   | 2015         | 5,0%                 |             | |                                                                                       |
| Leffe Royale "Crystal"             | 2016         | 7,5%                 | Bionda      | |                                                                                       |
| Leffe Royale "Ella"                | 2017         | 7,5%                 | Bionda      | | Prodotta in quantità limitata                                                         |
| Leffe Caractère                    | 2017         | 9,0%                 |             | | Prodotta in quantità limitata (50.000 bottiglie) una sola volta                       |
| Leffe Ambrée                       | 2018         | 6,6%                 | Rossa       | Gusto delicato, presenta sentori di scorza d'arancia, spezie e malto tostato                                                                               |                                                                                       |
| Leffe d'Été                        | 2018         | 5,2%                 |             | | Prodotta in quantità limitata una sola volta                                          |
| Leffe Blonde 0.0                   | 2019         | 0,0%                 | Bionda      | Leggermente speziata, secca e fruttata, con note di vaniglia. Gusto pieno e vellutato                                                                      | Versione dealcoolizzata della Leffe Blonde                                            |
| Leffe Rouge                        | ?            | 6,6%                 | Rossa       | Birra leggermente speziata, con note di caramello (citato su etichetta)                                                                                    | Doppio malto                                                                          |

## Servizio e degustazione

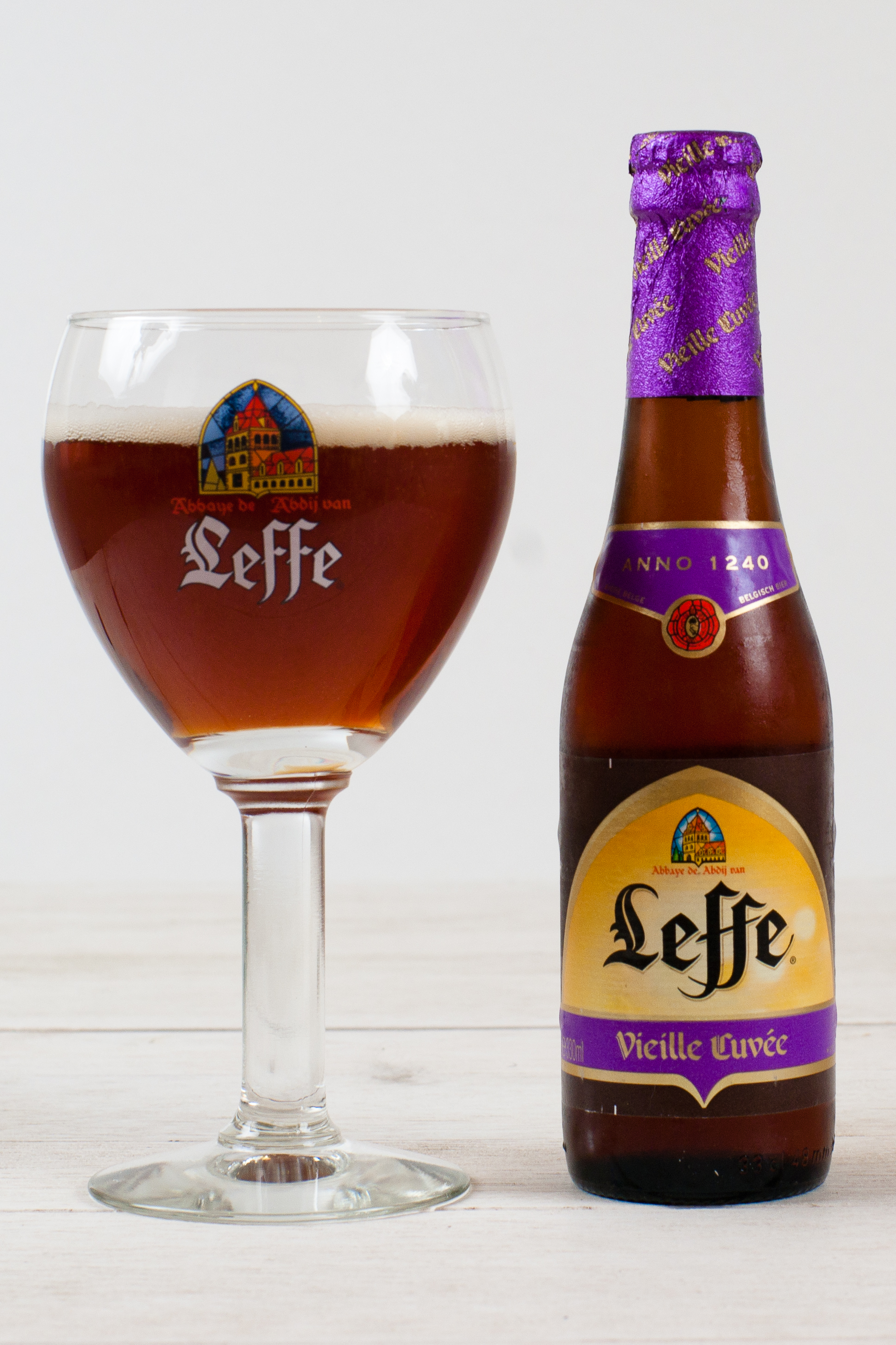
Bottiglia e bicchiere Leffe

Di norma la birra viene versata nel tipico bicchiere, rinnovato al termine del 2016. La temperatura di servizio è di 5/6 °C.